# Мајстори (ТВ серија)
Мајстори je југословенска телевизијска серија из 1972. године снимљена у режији Александра Ђорђевића. Серија има шест епизода које су премијерно емитоване у периоду од 19. новембра до 24. децембра 1972. године.

## Радња
Лале је мајстор – молер а Тоза је предузимач који му намешта послове. Они раде заједно, али увек упадају у разне проблеме због Лалетове љубави према женама и доброј капљици. Оливер је дете које су упознали у кафани и узели га за шегрта. Он са њима заједно молерише и живи. Они су мајстори.

## Списак епизода
| Епизода | Назив епизода | Датум премијерног емитовања |
| ------- | ------------- | --------------------------- |
| 1       | Мајстор Лале  | 19. новембар. 1972.         |
| 2       | Тражи се мама | 26. новембар. 1972.         |
| 3       | Баксузни дан  | 3. децембар. 1972.          |
| 4       | Боксер        | 10. децембар. 1972.         |
| 5       | Црни појас    | 17. децембар. 1972.         |
| 6       | Свадба        | 24. децембар. 1972.         |

## Улоге
| Глумац                   | Улога                  |
| ------------------------ | ---------------------- |
| Драгомир Бојанић Гидра   | Мајстор Лале           |
| Миливоје Мића Томић      | предузимач Тоза        |
| Оливер Томић             | Оливер                 |
| Северин Бијелић          | таксиста Мија          |
| Мића Татић               | келнер Мића            |
| Ђорђе Јелисић            | виолиниста Паја        |
| Јован Јанићијевић Бурдуш | боксер                 |
| Слободан Алигрудић       | пијани возач           |
| Мида Стевановић          | главоња                |
| Милан Панић              | Бели                   |
| Бранка Пантелић          |                        |
| Тома Курузовић           | Болничар Пера          |
| Драган Лаковић           | Боксер Чума            |
| Миодраг Милованов        | Лекар                  |
| Дара Чаленић             | Лепа Туцаковић         |
| Зоран Стојиљковић        | Лепин љубавник         |
| Ружица Сокић             | Оливерова мајка Ружа   |
| Божидар Стошић           | Крлетов помоћник       |
| Власта Велисављевић      | Муштерија код Жаклине  |
| Љиљана Шљапић            | Џудисткиња             |
| Ратко Сарић              | Аутомеханичар Крле     |
| Божидар Павићевић Лонга  | Милиционер             |
| Драгица Новаковић        | Лалетова дама          |
| Радомир Поповић          | Раде                   |
| Мида Стевановић          | Главоња                |
| Мира Динуловић           | Цица                   |
| Иван Ђурђевић            | Начелник               |
| Нада Петричевић          | Жаклина                |
| Живојин Миленковић       | Гвозден                |
| Соња Ђурђевић            | Гвозденова секретарица |
| Радомир Шобота           |                        |
| Вељко Маринковић         |                        |
| Васја Станковић          | Пајсеров друг          |
| Боривоје Бора Стојановић | Џудисткињин муж        |
| Вера Дедић               | Олгина служавка Мила   |
| Богољуб Динић            | Милиционер             |